# Marie-Antoinette (téléfilm, 2006)
Pour les articles homonymes, voir Marie-Antoinette.
Marie-Antoinette: La veritable histoire est un téléfilm franco-québécois réalisé par Francis Leclerc et Yves Simoneau en 2006.

## Synopsis
Le téléfilm montre la vie de la reine Marie-Antoinette, de son arrivée à Versailles à son exécution à Paris en 1793.
Ce film retrace sa vie à la cour, au palais des Tuileries, de la fuite de la famille royale, leur installation à la prison du Temple, puis Marie-Antoinette à la prison de la Conciergerie.
Le 16 octobre 1793, Sanson lit la sentence. Ses aides lui coupent les cheveux dans sa prison de la Conciergerie. La jeune reine déchue se souvient de sa vie en France : princesse d'Autriche, dauphine puis reine de France le 10 mai 1774, elle vivait sans compter ses dépenses. Mère de 4 enfants dont 2 morts, la jeune reine est un personnage historique. 
Bien qu'il ne contienne pas beaucoup de dialogues, tous (ainsi que les lettres) sont authentiques, que ce soient les phrases prononcées par Marie-Antoinette elle-même ou par des personnes de son entourage ; comme la lettre destinée à la sœur du roi, rendue très émouvante dans le film par sa mise en scène (cette lettre est plus connue pour avoir été la dernière de la reine). La reine écrivit cette lettre le jour-même de son exécution place Louis XV, nommée ensuite place de la Révolution pour devenir aujourd'hui place de la Concorde.

## Distribution
- Karine Vanasse : Marie-Antoinette
- Olivier Aubin : Louis XVI
- Raphaël Dury : Le premier dauphin Louis-Joseph
- Charles Dury : Louis-Charles de France, second dauphin
- Marie-Ève Beaulieu : Madame de Polignac
- Danny Gilmore : Comte de Fersen
- Vincent-Guillaume Otis : Comte d'Artois
- Paul Ahmarani : Léonard